# پدر پولدار، پدر بی‌پول
پدر پولدار، پدر بی‌پول (به انگلیسی: Rich Dad Poor Dad) کتابی است نوشتهٔ رابرت کیوساکی و شارون لچر که در لیست ۱۰ کتاب پرفروش دنیا در سال ۲۰۰۱ میلادی در روزنامه‌های وال استریت ژورنال، یواس‌ای تودی و نیویورک تایمز می‌باشد. این کتاب موفق به فروش ۲۶ میلیون نسخه تا سال ۲۰۱۶ شده است.
این کتاب دیدگاه شما را نسبت به پول، دارایی، ثروت و ثروتمند تغییر می‌دهد. از نظر رابرت مدرسه و دانشگاه یک آدرس اشتباه برای پولدار شدن است.

## خلاصه
در این کتاب رابرت کیوساکی دربارهٔ روش‌های زندگی افراد پولدار و افراد بی‌پول صحبت می‌کند. او از کودکی خود می‌نویسد و اینکه زندگی در کنار پدر واقعی او که یک معلم باهوش و بسیار محبوب اما فقیر بوده و زندگی در کنار پدر بهترین دوستش که او دوستش را دربارهٔ پول و قواعد آن آموزش می‌داد و بسیار ثروتمند بود.
کیوساکی می‌گوید: یکی از پدرانم برای به دست آوردن چند دلار جان می‌کند و دیگری مشت مشت پول درمی‌آورد.
یکی از پدرانم به من یاد می‌داد که سوابق تحصیلی و کارم را چه طور بنویسم که بتوانم شغل خوبی به دست آورم و دیگری به من می‌آموخت که چه طور طرح‌های قوی مالی و بازرگانی را خلق کنم، تا بتوانم برای دیگران شغل ایجاد کنم.
فرزند دو پدر قوی بودن این امکان را برای من فراهم آورد تا با مقایسه آرای آن‌ها با یکدیگر تأثیر تفکراتشان را بر زندگیشان بررسی کنم، در این جریان فهمیدم که انسان‌ها زندگیشان را براساس افکارشان تنظیم می‌کنند.
پدر بی پولم دائماً می‌گفت: من هیچ وقت پولدار نمی‌شوم و این پیشگویی واقعیت یافت، ولی پدر پولدارم معتقد بود که آدم پولداری است، حتی یک بار پس از ورشکستگی که افسرده اش کرده بود، باز ادعا کرد آدم ثروتمندی است و می‌گفت بین فقیر بودن و ورشکسته بودن یک اختلاف بزرگ است و آن این که ورشکستگی موقتی، ولی فقر دایمی است.

## ترجمه‌ها به فارسی
این کتاب به زبان فارسی توسط مامک بهادرزاده با عنوان «پدر پولدار، پدر بی‌پول» (انتشارات پر)، توسط اعظم نایبی با عنوان «پدر فقیر، پدر ثروتمند» (انتشارات هورمزد)، توسط پروین قائمی با عنوان «بابای پولدار، بابای بی‌پول» (انتشارات معیار اندیشه)، توسط عبدالرضا رضایی نژاد با عنوان «بابای دارا، بابای ندار» (انتشارات فرا آن) و توسط غزاله ایده‌آلی با عنوان «پدر پولدار پدر بی‌پول» (انتشارات ریواس) و با عنوان «پدر پولدار پدر بی‌پول» (انتشارات طاهریان) توسط هنگامه خدابنده (چاپ۱۳) ترجمه شده است.